# 両班

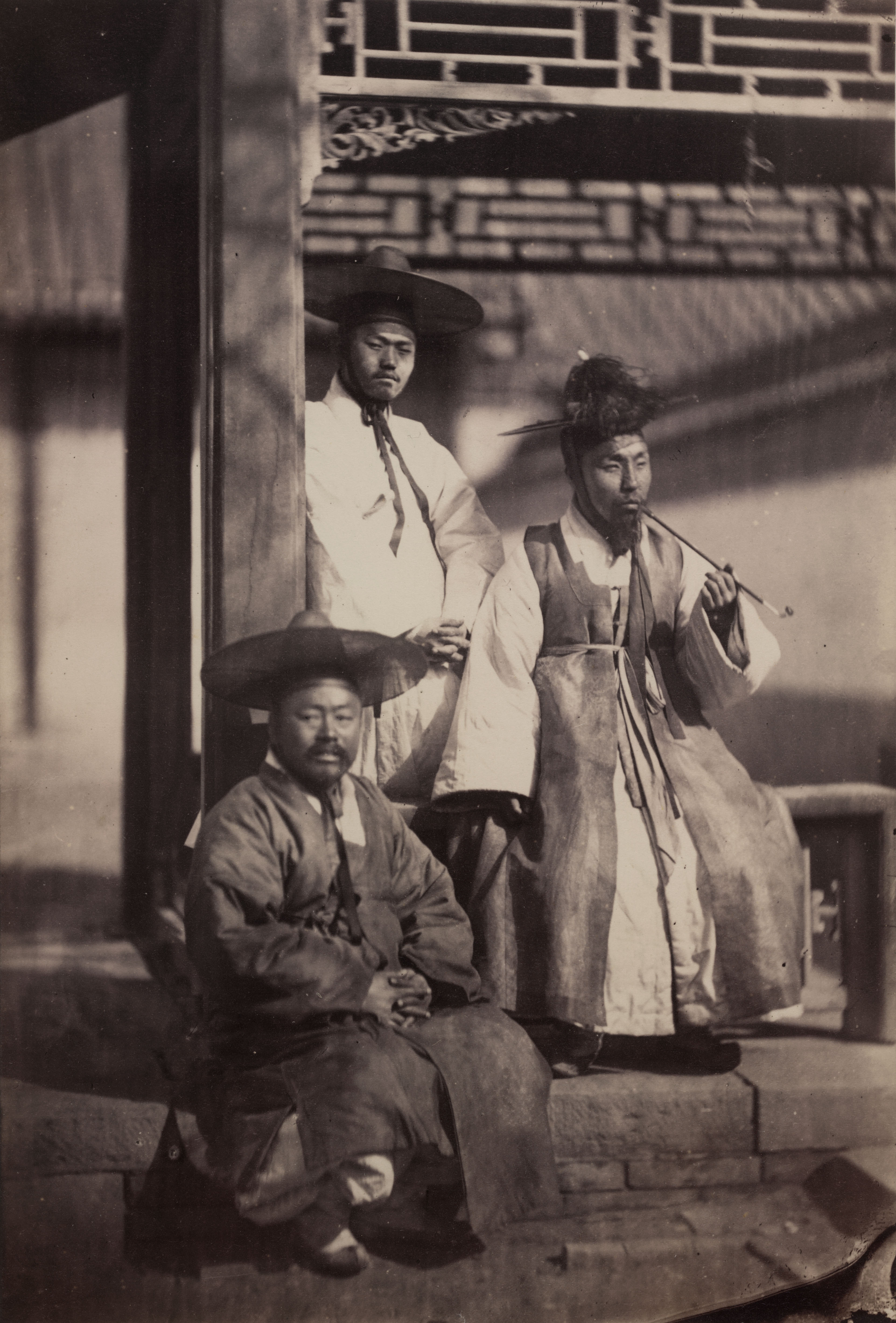
近代化の黎明期に撮られた両班（1863年）

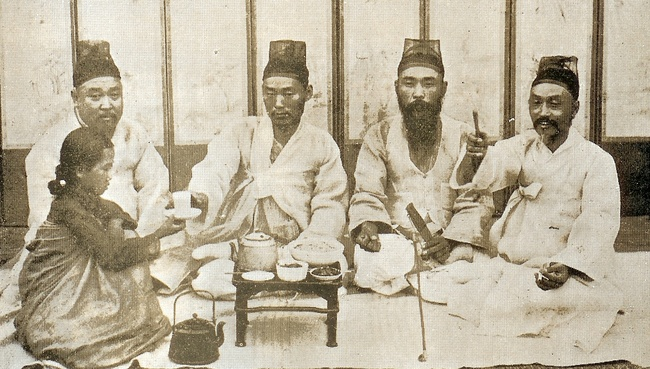
妓生と両班たち（1910年）

両班（りょうはん、양반〈ヤンバン・韓国〉、량반〈リャンバン・北朝鮮〉）とは、高麗時代および李氏朝鮮王朝時代の官僚を務めた男性貴族のことを指す。
李朝の社会階級は、良民（両班・中人・常民）と賤民（奴婢・白丁）に分けられ、両班はその中で最上位に位置していた。

## 概要
「科挙」という非常に難しい国家試験を通じて、官職に就いた男性貴族は、両班の身分を得て「黒笠（갓、カッ）」を被ることが許された。30歳を過ぎても科挙に合格できない男性貴族は、12～13歳で既に両班になった者から「童」と呼ばれ、下に扱われた。しかし、李氏朝鮮末期には、試験を経ず、財力で両班の身分を買い得ることが可能となり、多くの中人が両班に昇進していた。その結果、税金を免れる人々が増え、李朝の財政難を招き、後の身分制度廃止の一因となった。
また、中国の士大夫（しだいふ）とほぼ同義とされるが、士大夫は文人・官僚・地主を兼ね備えた者であり、両班のような最上位の貴族にはあたらない。
両班は納税・兵役・刑罰の免除や、朝鮮王朝の百姓に道を譲らせる特権、さらにはしばしば百姓を直接的に搾取するなど、李朝の王族に次ぐ大きな権力を有していた。しかし、これに見合う責任や義務はほとんど果たされなかった。このため、「朝鮮の官人は皆盗賊である」や「箸と本より重い物は持たない」などの言葉が流布した。イギリス人の旅行家イザベラ・バードは1897年に著した『朝鮮紀行』で、両班を「吸血鬼」に比喩した。また、フランス人の宣教師マリ・ニコル・アントン・ダヴリュイは両班を「世界一傲慢な貴族階級」と評した。
現代では、北朝鮮の「三大階層五十一分類」の上位や、大韓民国の国会議員、公務員、大学教授、財閥一族などが「現代社会の両班」に例えられている。また、これも現代のことだが、「両班（ヤンバン・양반）」の語は韓国海苔のブランド名としても有名となっている。

## 歴史

### 両班の由来
高麗が国家を建設する時、唐・宋の官僚制度を参考にしながら、文臣（文班）と武臣（武班）の2つの班からなる官僚制度を採用した。2の事を両と言う字でも表すためこの2つの班を会わせて両班と呼んだ。朝儀に際して両班が東と西に並んだことから、東に列した文班を東班、西に列した武班を西班とも称した。
文班（文臣、東班）は、958年から科挙制度を採用し、科挙の合格者を官吏として登用する制度を取った。しかし、五品以上の上級文臣の子は自動的に官吏になれる蔭叙が行われ、当初から上級官僚の貴族化を促していた。しかし地方では新羅以来の郷里という制度が残され、官僚が入り込めない土着した勢力がその地方を束ねていた地域も多くあった。この郷里達は多くの官僚を中央にも送り出していた。これらの層が高麗の門閥貴族を形成する。
武班（武臣）は、995年ごろに六衛（軍団）が整理されたのを起源とする。5つの方面軍を統括して国防を担当する軍事官僚だが文官の東班より格下とされた。日本の武士と同じ機能がある軍事官僚である。それよりやや遅れて禁軍である二軍が成立される。この武班は基本的に世襲制もしくは兵士からの選抜制になっており、後の軍隊の私兵化の温床となることになった。
両班には国から田地と柴地が支給されており（田柴科制と言う）、官僚機構を指す言葉だった。高麗時代の両班はそれ以降の両班とはやや意味合いが異なる。

### 文臣と武臣の対立
高麗は、王族と門閥貴族である文臣が国を支配する構造になっており、武臣は文臣の下に置かれていた（この文臣と武臣の上下関係は李氏朝鮮でさらに徹底される）。これら文臣による武臣の押さえつけに反発した武臣達が、1170年に反乱を起こし文臣を大量に殺害する事件が発生する（庚寅の乱）。この後、武臣勢力が新王を擁立し政権を掌握する。これより高麗が元に降伏するまでの間、武人政治が続く。
これは、武臣による宰相職兼任と武臣による軍隊の私兵化・軍閥化を促した。その頂点に立ったのが1194年から始まる崔氏政権である。崔氏はその武力を背景に、王の廃立まで自由にコントロールしていた。事実上の国家乗っ取りであり、この政権は、高麗が元に降伏する1259年まで続く。
元が高麗を服属させると元の命令によって崔氏の私兵集団（三別抄）は解散を命じられる。元に降伏した高麗王は従来の武臣達の私兵を解散させ、新たな国軍を組織し直す必要に迫られていた。これに応じられない武臣達は元に対して反乱を起こした（三別抄の反乱）。この反乱は、1271年まで続くが元によって鎮圧される。これによって高麗の両班制度は事実上崩壊する。
代わりに台頭してきたのが中小の地主層を中心とした階級である。これらの階級は高麗後期よりあらわれ、多くの農地を小作農民に貸し与えそこからの収穫を折半することで収入を得ていた。彼らは事実上崩壊した高麗軍に変わって軍隊を組織し、倭寇や紅巾軍の撃退などを行い、高麗朝廷もその功績を認めざるをえず、国家から特別の官職が与えられる事になる。
高麗末期にはこれら官職を持つ中小地主が増えていき新たな両班階級を形成する事になる。文臣と武臣の対立により崩壊しかかっていた高麗末期の地方制度は事実上これらの地方両班によって支えられていた。
一方で、武臣に押さえ込まれていた文臣は、三別抄の壊滅により新たな勢力を形成する。これらは新興儒臣と呼ばれた。しかし、在地両班と違い、彼らは収入源になる田地を必要としたため、これを提供できない高麗王室に不満を持った。この中の急進派は李成桂の政権を後押しする勢力になる。

### 両班階級の成立
李氏朝鮮を建国した李成桂は、高麗の制度の欠陥を見直すことにし、まず地方で大きな権力を握っていた郷里の追放を試みた。郷里出身の文臣を官僚から追放し、科挙の受験資格を大幅に制限した。代わりに高麗末から擡頭してきた新興儒臣や在地地主などの地方両班などを中心とした勢力が対抗勢力として台頭した。この勢力が今の両班階級のもとになる。
李氏朝鮮の制度改革により、従来、文臣と武臣を指していた両班は、科挙（文科と武科）を受けることの出来る身分を指す言葉になっていく。
李氏朝鮮の科挙制度は、文人を出す文科と武人を出す武科で構成され三年に一度行われていた。それ以外にさまざまな専門技術職を選抜する雑科が存在した（ここで言う技術職とは、日本語や中国語の翻訳技術、医学・陰陽学などの特殊な技術に長けた者の事を指す）。科挙は基本的に良民全体に門戸が開かれていたが、これを受験するためには、それなりの経済力が必要となり、必然と文科や武科の科挙試験を合格し官僚になれたのは、これら両班階級が大多数だった。こうして李氏朝鮮では、両班階級が事実上官僚機構を独占し、特権階級になっていった。
やがて両班を一番上に、中人（チュンイン・雑科を出す階級）、常民（農民）、賤民と言う四段階の身分制度ができあがった。常民以上を良民と呼び、賤民は良民に戻る事が可能な奴婢（ノビ）とそれも不可能な白丁（ペクチョン）で構成され、居住や職業、結婚などに様々な制約が加えられていた。奴婢は国が所有する公奴婢と個人が所有する私奴婢にわかれ、市場で売買などが行われた。白丁は、稀に賤民から良人になったケースもあるが、稀有な例である。賤民は八賤、七賤とも言われ、白丁以外には、僧侶、巫堂（ムーダン）、妓生（キーセン）などが含まれる。
これら両班は、李氏朝鮮の国教になった儒教の教えのもとに労働行為そのものを忌み嫌うようになった。これが「転んでも自力では起きない」「箸と本より重いものは持たない」と言われる両班の成立である。
李氏朝鮮初期の両班は人口の約3%に過ぎなかったと言われている。しかし、慶長の役や後金の役により身分制度が流動化し、李氏朝鮮末期には国民の相当多数（地区によっては7割以上）が戸籍上両班階級だった。現代の韓国人で、祖先が両班でないという人は珍しい。ただし、北朝鮮では逆に両班という人は少ない。これは両班がブルジョワジーに属し、共産主義体制の中では労働階級の敵とされるからである。

### 身分
李氏朝鮮時代の両班の身分を法令その他で定義したものは無く、朝鮮王朝の時代が下るにつれ様々な特権などを有し両班階級を構成したと考えられている。これらは、古い時代の部族の長や地主、高麗から朝鮮時代にかけて政治家を多く出した名門、優れた儒学者・ソンビを出した家などが次第に両班と呼びならわされ中人・常民と区別されるに至ったとする。
また、世襲の両班の嫡子は自動的に両班になる。中人は数代に渡り、高い地位に昇れば両班に格上げされる場合がある。常民が両班になるには、売官（官吏の地位を買う）もしくは両班の族譜を買う事になる。これらは李氏朝鮮後期、特に末期に増大する。
両班の身分は数代に渡り官吏を出せないとその地位を失うとされ、犯罪や政変などでも常民や賤民に落とされる場合があった（いわゆる没落両班）。ただ前者については時代が下る毎に形骸化し官吏の輩出の有無に関わらず身分は保証された他、両班の身分や偽の身分証の売り買いが横行したため実際は両班ではない自称両班もたくさんいた。

### 特権

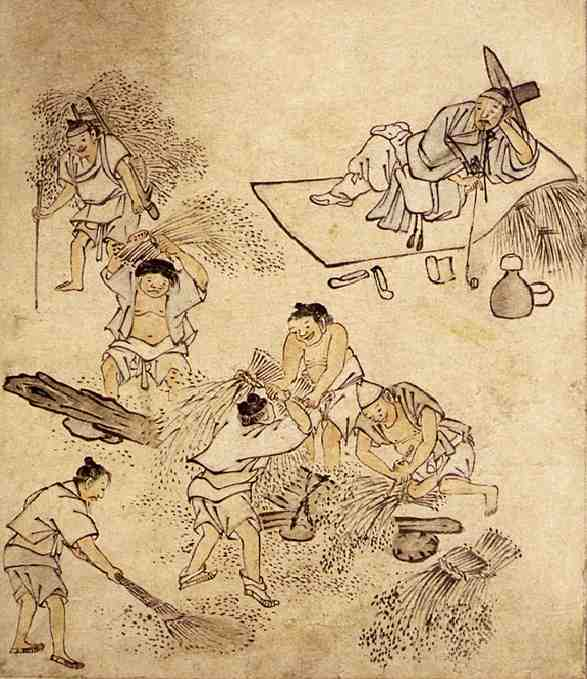
金弘道の絵より。農民の仕事ぶりを寝そべりながら眺める両班

李氏朝鮮時代の両班は、科挙の内、文科・武科を受けて官僚になることができた。中人は雑科のみが受けられ、高位に登る事ができない。常民は科挙を受ける権利を基本的に持たない。この区分は時代が進む内に整備されていったと考えられている。また兵役の免除、刑の減免、地租以外の徴税・賦役の免除。社会的特権として、常民に道や宿の部屋を譲らせる権利やその他、家・衣服・墳墓・葬礼などに対して常民に比べ、さまざまな権利を有していた。
封建制の不在のため、地方においては両班による中央からの自律的な支配や経済政策は見られなかったと言われている。下層民からの収奪に頼る度合いは大きかったという根拠としては、実際に朝鮮を訪れた外国人による著書のみであり、その時期は両班層が極端に増えている李氏朝鮮末期であることから、両班という身分だけでその消費生活を類推することは難しいとの見解もある。